# Simmer
«Simmer» es el primer sencillo en solitario de la cantante y compositora estadounidense Hayley Williams, vocalista de la banda Paramore. Se lanzó el 22 de enero de 2020 a través de Atlantic Records, como el sencillo principal del álbum debut de Williams, Petals for Armor. La canción fue escrita por Williams, Joseph Howard y Taylor York.

## Antecedentes
En diciembre de 2019, Williams anunció en su cumpleaños que lanzaría un adelanto de la nueva música en solitario en enero de 2020. Reveló el título de la canción en las redes sociales el 20 de enero de 2020, después de publicar varios teasers en el transcurso de enero que presentaba una "estética oscura", con una que incluía a una persona corriendo por el bosque.

## Composición
Ha sido etiquetado como indie pop, dark pop y alternativo. La pista corre a 110 BPM y está en la clave de A menor. Tiene una duración de cuatro minutos y 26 segundos. La canción fue escrita por Hayley Williams, Taylor York y Joseph Howard, con York también manejando la producción.
Líricamente la pista aborda las experiencias personales de Hayley Williams con tipos específicos de abuso con los que ha lidiado en su vida. En una entrevista con Apple Music, describió cómo «Simmer» puede no pertenecer a todos y es específica sobre sus experiencias personales: "No puedo prometer que esta canción se relacionará con todos [...] Se trata de tipos específicos de abuso y venganza, no todos van a querer asociarse con eso. Lo que estoy tratando de hacer, por mí mismo más que nadie, es replantear mi ira e intentar aprender de ella.

## Recepción crítica
Cat Zhang de Pitchfork dijo: "La primera palabra del nuevo sencillo en solitario de Williams, 'Simmer', es una 'ira' enunciada. Cuelga en el aire como una provocación antes de que termine: '... es algo tranquilo' ", también notando la falta de" guitarra [s] distorsionada y vibrante"; en cambio, decir que está acentuado por arpa acuosa y siniestras armonías vocales. También agregó: "Al igual que una canción de la banda sonora, 'Simmer' crea un estado de ánimo y hace algunas preguntas retóricas nebulosas, pero con demasiada frecuencia, esta historia parece que podría pasarse a alguien".
Jordan Crucchiola de Vulture consideró el video de Simmer como una "mini película de terror".

## Vídeo musical
El video musical se lanzó el 22 de enero, al mismo tiempo que la canción. Fue dirigida por Warren Fu. El video muestra a Williams corriendo desnuda por un bosque por la noche, aparentemente perseguido por una figura desconocida. Entra en una casa y descubre una habitación llena de velas y un cuenco que contiene arcilla, con el que cubre su cuerpo. Cuando la figura finalmente llega a la habitación, Williams los golpea con el tazón, dejándolos inconscientes. Esto da como resultado la máscara de la figura que se desprende, revelando que son la propia Williams.

## Posicionamiento en listas
| Listas (2020)                                  | Mejor posición |
| ---------------------------------------------- | -------------- |
| Escocia (Official Charts Company)              | 54             |
| Estados Unidos (Hot Rock Songs)                | 7              |
| Estados Unidos (Rock Airplay)                  | 36             |
| Reino Unido Download (Official Charts Company) | 47             |

## Historial de lanzamiento
| País   | Fecha               | Formato                     | Discográfica       | Ref   |
| ------ | ------------------- | --------------------------- | ------------------ | ----- |
| Varios | 22 de enero de 2020 | Descarga digital, Streaming | Interscope Records | [ 4 ] |